# Дворец вечной жизни
«Дворец вечной жизни» (также «Дворец долголетия») — пьеса (в жанре «чуаньци» — «повествование об удивительном») китайского драматурга Хун Шэна, написана в 1688 году.
В основе её сюжета лежит история любви танского императора Мин-хуана (известен в истории под личным именем Ли Лунцзи и храмовым — Сюань-цзун, VIII век) к его наложнице (гуйфэй) Ян. До Хун Шэна сюжет использовался в знаменитой поэме Бо Цзюйи «Песнь о бесконечной скорби» и в пьесе (в жанре «цзацзюй») юаньского драматурга Бо Пу «Дождь в платанах» (XIII век) — из неё Хун Шэн перенёс в своё произведение несколько арий.
«Дворец вечной жизни» — типичное произведение жанра «чуаньци», который развился в китайском театре с XVI века, постепенно вытеснив традиции юаньской драмы («цзацзюй»). Это огромный текст, состоящий из двух частей (по двадцать пять актов каждая; из 50-ти актов на русский язык переведено всего 3), с сотней действующих лиц.
Если Бо Пу подчёркивал в героине злое начало (именно благодаря ей — всесильной фаворитке императора — в стране началась разруха, приведшая потом к мятежу), то в пьесе Хун Шэна все внимание концентрируется на описании неземного чувства влюбленных. Это особенно подчёркнуто в сцене, в которой влюблённые дают перед лицом божеств обещание никогда не разлучаться, в сцене прощания Ян-гуйфэй с любимым ею императором («Прощание яшмы») — в то время как она должна покончить с собой, подчиняясь воле мятежных солдат, которые увидели в ней главный источник зла в государстве. Автор вкладывает в её уста важные в концептуальном плане слова о том, что эта судьба была предопределена ей в предыдущем рождении. Верный государю полководец Го Цзы-и подавляет мятеж и дает возможность императору вернуться во дворец. Но государь не может забыть погибшую красавицу, он строит храм, устанавливает в нем её статую и горько рыдает, глядя на знакомый облик. Внезапно он видит на лице статуи следы слез.
Горе императора трогает духов, и они помогают героям вновь встретиться уже на небе, где Ян Гуйфэй становится бессмертной феей. Гибель героини и страдания императора — это лишь завершение земного пути, впереди у влюблённых — путь небесный. Очень характерны в этом плане и последние арии пьесы, где утверждение вечности «небесного» чувства в даосском плане сочетается с буддийским толкованием бытия («Жизнь на земле — это сон, а печали и радости, согласие и ссоры, расположение и любовь — все одна пустота»). Прибытие героев в небесные чертоги бессмертных толкуется в даосском плане как освобождение от земных оков («Выпрыгнем из пещеры страстей, разрежем путы взаимной любви, сбросим золотые оковы, раскроем нефритовые запоры…»).
Пьеса «Дворец вечной жизни» была показана во дворце и получила одобрение самого императора. Однако вскоре (в 1689 году) пьеса была запрещена, а постановщики и автор сурово наказаны. Существуют различные предположения относительно причин запрета. Не исключено, что император мог усмотреть в захвате танского престола иноземцем Ань Лу-шанем намек на завоевателей-маньчжуров.